# Russell Crowe
Russell Ira Crowe (ur. 7 kwietnia 1964 w Wellington) – nowozelandzko-australijski aktor, reżyser, muzyk i piosenkarz.
Laureat Oscara dla najlepszego aktora pierwszoplanowego za rolę rzymskiego generała Maximusa Decimusa Meridiusa w epickim filmie historycznym Gladiator (2000).

## Życiorys

### Wczesne lata
Urodził się w Wellington jako syn Jocelyn Yvonne (z domu Wemyss) i Johna Alexandra Crowe’a. Jego rodzice pracowali na planie filmowym; ojciec był kurierem i kierownikiem hotelu, a matka zajmowała się cateringiem. Jego dziadek ze strony matki, Stan Wemyss, był operatorem filmowym. Od czwartego roku życia wychował się w Sydney, gdzie uczęszczał do Vaucluse Public School i Sydney Boys High School. W 1978 rodzina Crowe’a powróciła do Nowej Zelandii i osiedliła się w Auckland.
W wieku 21 lat osiedlił się do Sydney w celu rozwoju kariery aktorskiej. Twierdzi, że dwukrotnie odmówiono mu obywatelstwa australijskiego.

### Początki kariery
Kiedy miał osiem lat, pojawił się jako sierota w serialu Nine Network Spyforce (1972) z Jackiem Thompsonem. Jako 13-latek wystąpił gościnnie w operze mydlanej Młodzi lekarze (The Young Doctors). W wieku 18 lat pojawił się w filmie promocyjnym A Very Special Person... (1982) promującym kurs teologii/służby w Avondale College, dostawcy szkolnictwa wyższego Adwentystów Dnia Siódmego w Nowej Południowej Walii w Australii. W 1984 zarządzał klubem muzycznym w Auckland o nazwie „The Venue”.
W latach 80. zaczął z powodzeniem występować na scenie w musicalach: Grease (1983) w New Independent Theatre, The Rocky Horror Show (1986-1988) jako dr Frank N. Furter i Bad Boy Johnny and the Prophets of Doom Daniela Abineriego (1989) w roli tytułowej. Pojawił się jako Kenny Larkin w czterech odcinkach opery mydlanej Sąsiedzi (1987). Za rolę Johhny’ego w melodramacie Rywal (The Crossing, 1990) był nominowany do nagrody Australijskiego Instytutu Filmowego, którą został uhonorowany za postać Andy’ego w melodramacie Dowód (Proof, 1991) z Hugo Weavingiem.
Uznanie przyniosła mu rola neonazisty Hando, charyzmatycznego przywódcy skinheadów z Melbourne w kontrowersyjnym dramacie kryminalnym  Geoffreya Wrighta Romper Stomper (1992), za którą odebrał nagrodę Australian Film Institute, nagrodę koła krytyków filmowych Australii i nagrodę na festiwalu filmowym w Seattle. Zyskał międzynarodowy rozgłos dzięki roli homoseksualnego Jeffa Mitchella w komediodramacie Tacy jak my (The Sum of Us, 1994) u boku Jacka Thompsona.

### Kariera w Stanach Zjednoczonych
Jego pierwszym filmem hollywoodzkim był western Sama Raimi Szybcy i martwi (The Quick and the Dead, 1995) z Sharon Stone i Gene Hackmanem. Drzwi do kariery otworzyła mu rola złowrogiego cyborga Sid 6.7 w dreszczowcu fantastycznonaukowym Zabójcza perfekcja (Virtuosity, 1995) z Denzelem Washingtonem. Sukces ugruntowała mu rola policjanta Wendella „Buda” White’a w dramacie kryminalnym Curtisa Hansona Tajemnice Los Angeles (L.A. Confidential, 1997) z Kim Basinger. Za występ w roli doktora Jeffreya Wiganda, naukowka ujawniającego oszustwa koncernu tytoniowego, w dreszczowcu Michaela Manna Informator (The Insider, 1999) był nominowany do Oscara.
W 2001 Amerykańska Akademia Filmowa uhonorowała go statuetką dla najlepszego aktora pierwszoplanowego za kreację rzymskiego generała Maximusa Decimusa Meridiusa, który zostaje tytułowym gladiatorem, w epickim filmie historycznym Ridleya Scotta Gladiator (2000). Za wcielenie się w cierpiącego na schizofrenię matematyka noblistę Johna Forbesa Nasha Jr. w dramacie biograficznym Rona Howarda Piękny umysł (A Beautiful Mind, 2001) zdobył Złoty Glob, nagrodę Stowarzyszenia Zagranicznych Dziennikarzy w Hollywood, Stowarzyszenia Krytyków Filmowych, Związku Aktorów Filmowych i nagrodę BAFTA oraz trzecią w karierze nominację do Oskara.
Kandydował do kilku ról, w tym jako James „Logan” Howlett / Wolverine w X-Menie (2000), Aragorn we Władcy Pierścieni: Drużynie Pierścienia (The Lord of the Rings: The Fellowship of the Ring, 2001), sierżant Norm „Hoot” Hooten w Helikopterze w ogniu (Black Hawk Down, 2001) i lew Aslan w Opowieściach z Narnii: Lwie, czarownicy i starej szafie (The Chronicles of Narnia: The Lion, the Witch and the Wardrobe, 2005). Był wymarzonym wyborem reżysera Olivera Stone’a do tytułowej roli w Aleksandrze (2004), ale odrzucił propozycję z powodu konfliktów w harmonogramie.

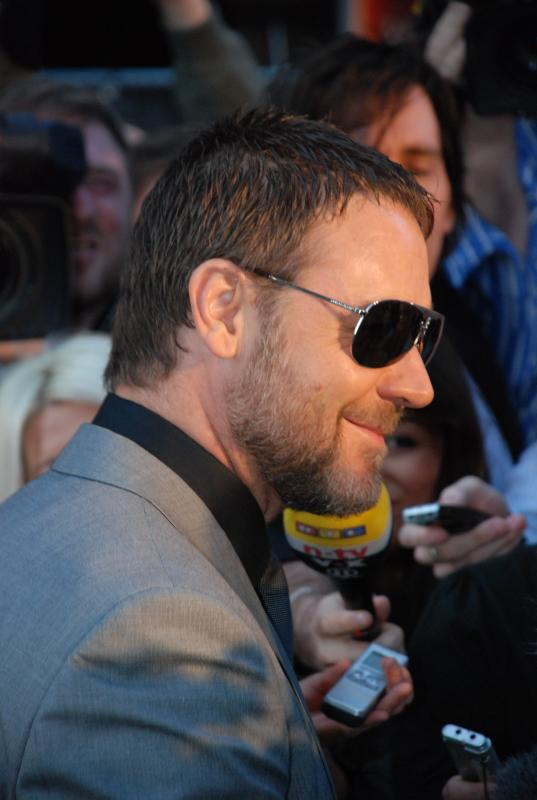
Crowe (2009)

Ridley Scott zaangażował go do roli Robina Longstride’a w amerykańsko-brytyjskim kostiumowym dramacie przygodowym Robin Hood (2010), za którą był nominowany do Teen Choice Awards 2010 dla najlepszego aktora w filmie akcji. W musicalu Toma Hoopera Les Misérables (Les Misérables, 2012) jako inspektor Javert wykonał kilka piosenek, w tym „Look Down”, „The Runaway Cart”, „Fantine’s Arrest”, „The Confrontation”, „Stars”,  „Javert’s Intervention” i „Javert’s Suicide”. W filmie Darrena Aronofsky’ego Noe: Wybrany przez Boga (Noah: Chosen by God, 2014) wcielił się w biblijną postać Noego.
Jego zdjęcia zostały opublikowane na okładkach magazynów, takich jak „People”, „Time”, „Interview”, „Vanity Fair”, „GQ”, „Entertainment Weekly”, „Film”, „Caras”, „Viva!”, „Paréntesis” i „The Hollywood Reporter”.

### Działalność muzyczna
Od wczesnych lat interesował się muzyką. Na początku lat 80., pod kierunkiem swojego dobrego przyjaciela Toma Sharplina, rozpoczął karierę jako muzyk, występując pod pseudonimem Russ Le Roq. Wydał kilka singli na nowozelandzkim rynku muzycznym, m.in. „I Just Wanna Be Like Marlon Brando”, „Pier 13” i „Shattered Glass”, ale żaden z nich nie trafił na listy przebojów. Przez dłuższy czas nie chciał rozwijać kariery aktorskiej, marząc o byciu muzykiem. W 1992 wspólnie z Billym-Deanem Cochranem, z którym grał razem muzykę, odkąd byli nastolatkami w Nowej Zelandii (w tym w zespole o nazwie Roman Antix), założył zespół 30 Odd Foot Of Grunts (TOFOG), którego został gitarzystą i wokalistą. Wraz z zespołem m.in. wystąpił w talk show The Tonight Show with Jay Leno (1992), wydał trzy albumy studyjne: Gaslight (1998), Bastard Life or Clarity (2001) i Other Ways of Speaking (2003) oraz napisał piosenkę o Jodie Foster „Other Ways of Speaking” (2003).
Podczas kręcenia dramatu biograficznego Człowiek ringu (Cinderella Man, 2005) w Toronto spotkał Alana Doyle’a, wokalistę Great Big Sea. Oboje skomponowali razem kilka piosenek, pracując w Toronto i Australii, a Doyle został producentem solowego debiutanckiego albumu Crowe’a pt. My Hand, My Heart (2005).

## Życie prywatne
Od listopada 1999 do stycznia 2001 romansował z Meg Ryan, którą poznał na planie filmu Dowód życia (Proof of Life). 7 kwietnia 2003 ożenił się z Danielą Spencer, z którą ma dwóch synów: Charlesa (ur. 2003) i Tennysona (ur. 2006). 10 kwietnia 2018 się rozwiedli. Od grudnia 2012 do lutego 2013 spotykał się z Ditą von Teese.

## Filmografia
- 1985: Sąsiedzi (Neighbours) jako Kenny Larkin
- 1988: Living with the Law jako Gary Harding
- 1990: The Crossing jako Johnny
- 1990: W imię braterskiej krwi (Prisoners of the Sun) jako porucznik Corbett
- 1991: Dowód (Proof) jako Andy
- 1991: Tajemnice Alana (Hammers over the Anvil) jako East Driscoll
- 1991: Brides of Christ jako Dominic Maloney
- 1992: Romper Stomper jako Hando
- 1992: Menedżer w bamboszach (Spotswood) jako Kim Barry
- 1993: Srebrny rumak (The Silver Stallion/Brumber) jako mężczyzna/człowiek
- 1993: Krok w dorosłość (Love in Limbo) jako Arthur Baskin
- 1993: Żyć chwilą (For the Moment) jako Lachlan
- 1994: Tacy jak my (The Sum of Us) jako Jeff Mitchell
- 1995: Magia dla początkujących (Rough Magic) jako Alec Ross
- 1995: Szybcy i martwi (The Quick and the Dead) jako Cort
- 1995: Bez odwrotu (No Way Back) jako Zack Grant
- 1995: Zabójcza perfekcja (Virtuosity) jako SID 6.7
- 1997: Tajemnice Los Angeles (L.A. Confidential) jako Bud White
- 1997: Niebo w ogniu (Heaven’s Burning) jako Colin
- 1997: Szaleństwa miłości (Breaking Up) jako Steve
- 1999: Informator (The Insider) jako Jeffrey Wigand
- 2000: Gladiator jako Maximus
- 2000: Dowód życia (Proof of Life) jako Terry Thorne
- 2001: Piękny umysł (A Beautiful Mind) jako John Forbes Nash
- 2003: Pan i władca: Na krańcu świata (Master and Commander: The Far Side Of The World) jako kapitan Jack Aubrey
- 2005: Człowiek ringu (Cinderella Man) jako Jim Braddock
- 2006: Dobry rok (A Good Year) jako Max Skinner
- 2007: Amerykański gangster jako detektyw Richie Roberts
- 2007: 3:10 do Yumy jako Ben Wade
- 2008: W sieci kłamstw (Body of Lies) jako Ed Hoffman
- 2009: Piętno przeszłości (Tenderness) jako detektyw Cristofuoro
- 2009: Stan gry (State of Play) jako Cal McAffrey
- 2010: Robin Hood jako Robin Hood
- 2010: Dla niej wszystko (The Next Three Days) jako John Brennan
- 2012: Les Misérables (Les Misérables) jako inspektor Javert
- 2013: Człowiek ze stali (Man of Steel) jako Jor-El
- 2013: Władza (Broken City) jako burmistrz Nicholas Hostetler
- 2014: Noe: Wybrany przez Boga (Noah: Chosen by God) jako Noe
- 2014: Źródło nadziei (The Water Diviner) jako Joshua Connor
- 2015: Ojcowie i córki (Fathers and Daughters) jako Jake Davis
- 2016: Nice Guys. Równi goście (The Nice Guys) jako Jack Healy
- 2017: Mumia (The Mummy) jako dr Henry Jekyll
- 2018: Wymazać siebie jako pastor Marshall Conley
- 2019: Na cały głos jako Roger Ailes (miniserial)
- 2019: Prawdziwa historia gangu Kelly’ego jako Harry Power
- 2020: Nieobliczalny jako Man
- 2021: Liga Sprawiedliwości Zacka Snydera jako Jor-El (głos)
- 2022: Thor: Miłość i grom jako Zeus
- 2022: Narodziny mistrza jako Jack Slack
- 2023: Egzorcysta papieża jako ojciec Gabriele Amorth
- 2023: Kraven Łowca[17]

## Nagrody
- 1990:
  - Nagroda AFI – nominacja w kategorii najlepszy aktor pierwszoplanowy za: The Crossing
- 1991:
  - Nagroda AFI – wygrana w kategorii najlepszy aktor drugoplanowy za: Dowód
- 1992:
  - Nagroda AFI – wygrana w kategorii najlepszy aktor pierwszoplanowy za: Romper Stomper
  - FCCA Award – wygrana w kategorii najlepsza rola męska za: Romper Stomper
  - Golden Space Needle Award – wygrana w kategorii najlepszy aktor za: Romper Stomper
- 1993:
  - Golden Space Needle Award (Seattle International Film Festival) jako najlepszy aktor za: Tajemnice Alana
- 1998:
  - Nagroda Gildi Aktorów Amerykańskich – nominacja za: Tajemnice Los Angeles
  - Golden Satellite Award – nominacja za: Tajemnice Los Angeles
  - Chlotrudis Award – wygrana w kategorii najlepszy aktor za: Tajemnice Los Angeles
- 1999:
  - ALFS Award – wygrana w kategorii Aktor Roku za: Informator
  - LAFCA Award – wygrana w kategorii najlepszy aktor za: Informator
  - NBR Award (National Board of Review, USA) – wygrana w kategorii najlepszy aktor za: Informator
- 2000:
  - Oscar – nominacja w kategorii najlepszy aktor pierwszoplanowy za: Informator
  - BAFTA – nominacja w kategorii najlepszy aktor pierwszoplanowy za: Informator
  - CFCA Award – nominacja w kategorii najlepszy aktor za: Informator
  - Golden Apple – Gwiazda roku
  - Złoty Glob – nominacja w kategorii najlepszy aktor dramatyczny za: Informator
  - Actor of the Year – przyznana przez Hollywood Film Festival
  - Sierra Award – nominacja w kategorii najlepszy aktor za: Informator
  - NSFC Award (National Society of Film Critics Awards, USA) – wygrana w kategorii najlepszy aktor za: Informator
  - OFCS Award – nominacja w kategorii najlepszy aktor za: Informator
  - SDFCS Award (San Diego Film Critics Society Awards) – wygrana w kategorii najlepszy aktor za: Gladiator
  - SFFCC Award (Santa Fe Film Critics Circle Awards) – wygrana w kategorii najlepszy aktor za: Informator
  - Golden Satellite Award – nominacja w kategorii najlepszy aktor dramatyczny za: Informator
  - Nagroda Gildi Aktorów Amerykańskich- nominacja za główną rolę męską
- 2001:
  - Oscar – wygrana w kategorii najlepszy aktor pierwszoplanowy za: Gladiator
  - Saturn – nominacja w kategorii najlepszy aktor za: Gladiator
  - Global Achievement Award przyznana przez Australian Film Institute
  - BAFTA – nominacja w kategorii najlepszy aktor pierwszoplanowy za: Gladiator
  - Blockbuster Entertainment Award – wygrana w kategorii najlepszy aktor filmu akcji za: Gladiator oraz nominacja za rolę w Dowód życia
  - BFCA Award – wygrana w kategorii najlepszy aktor za: Gladiator
  - DFWFCA Award – wygrana w kategorii najlepszy aktor za: Gladiator
  - Empire Award – wygrana w kategorii najlepszy aktor za: Gladiator
  - Złoty Glob – nominacja w kategorii najlepszy aktor dramatyczny za: Gladiator
  - ALFS Award (London Critics Circle Film Awards) – wygrana w kategorii aktor roku za: Gladiator
  - MTV Movie Award – nominacja w kategorii najlepsza rola męska i najlepsza scena walki za: Gladiator
  - OFCS Award – nominacja w kategorii najlepszy aktor za: Gladiator
  - Golden Satellite Award – nominacja w kategorii najlepszy aktor dramatyczny za: Gladiator
  - Nagroda Gildi Aktorów Amerykańskich – nominacja za: Gladiator
  - ShoWest Award – Male Star of the Year
- 2002:
  - Nagroda AFI  – nominacja za najlepszą rolę męska w: Piękny umysł 2001
  - Oscar – nominacja za najlepszą rolę męską w: Piękny umysł
  - BAFTA – wygrana w kategorii najlepsza rola męska w: Piękny umysł
  - BFCA Award (Broadcast Film Critics Association Awards)- wygrana w kategorii najlepsza rola męską w: Piękny umysł
  - CFCA Award (Chicago Film Critics Association Awards) – nominacja w kategorii najlepszy aktor za: Piękny umysł
  - DFWFCA Award (Dallas-Fort Worth Film Critics Association Awards) – wygrana w kategorii najlepszy aktor za: Piękny umysł
  - Złoty Glob – wygrana w kategorii najlepszy aktor dramatyczny za: Piękny umysł
  - MTV Movie Award – nominacja za: Piękny umysł
  - OFCS Award (Online Film Critics Society Awards) – nominacja w kategorii najlepszy aktor za: Piękny umysł
  - PFCS Award (Phoenix Film Critics Society Awards) – wygrana w kategorii najlepszy aktor pierwszoplanowy za: Piękny umysł
  - Golden Satellite Award – nominacja w kategorii najlepszy aktor pierwszoplanowy za: Piękny umysł
  - Nagroda Stowarzyszenia Aktorów Filmowych – nominacja za: Piękny umysł
- 2004:
  - BFCA Award – nominacja za najlepszą rolę męską za: Pan i władca: Na krańcu świata
  - Złoty Glob – nominacja dla najlepszego aktora dramatycznego za: Pan i władca: Na krańcu świata
  - 2005:
  - International Award – Najlepszy Aktor za: Człowiek ringu 2005
- 2006:
  - BFCA Award – nominacja w kategorii najlepszy aktor za: Człowiek ringu
  - Złoty Glob – nominacja w kategorii najlepszy aktor dramatyczny za: Człowiek ringu
  - Nagroda Gidli Aktorów Amerykańskich – nominacja w kategorii najlepszy aktor dramatyczny za: Człowiek ringu